# الأدب الإسباني في العصور الوسطى
| أدب إسباني |
| --- |
| |
| أدب ألفونسو العاشر أدب العصور الوسطى الترجمات في العصر الذهبي الإسباني أدب عصر النهضة رواية فروسية رواية شطارية رواية بيزنطية ميغيل دي ثيربانتس أدب الباروك أدب عصر التنوير أدب الرومانسية أدب الواقعية أدب الحداثة الأولترايسمو جيل 98 جيل 1914 جيل 27 جيل الخمسينات رواية اجتماعية إسبانية ما بعد الحرب |
| انظر أيضًا |
| نقد أدبي • الانطباعية • رومانسية المدرسة الإبداعية • النقد أدب بورتوريكو • البوم الأمريكي اللاتيني البرناسي • واقعية أدبية • طبعانية الرومانسية الجديدة • العبثية في الأدب • باروكية • واقعية سحرية حداثة • كلاسيكية • سريالية • رمزية                                                                    |

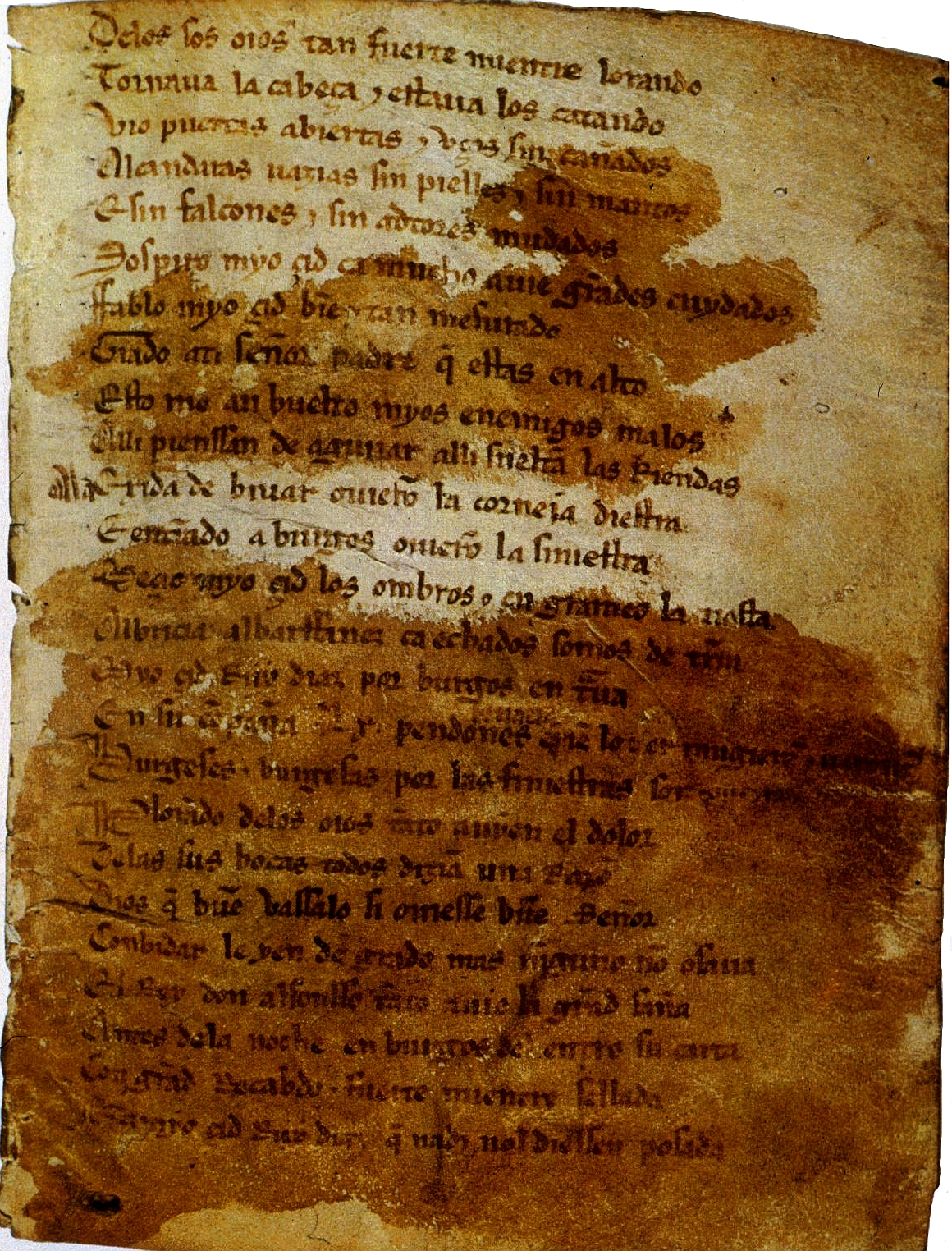
الصفحة الأولى من.

الأدب الإسباني في العصور الوسطى هو مجموع الأعمال الأدبية الإسبانية المكتوبة باللغة الإسبانية الرومانسية في العصور الوسطى، بين ما يقارب بداية القرن الثالث عشر حتى نهاية القرن الخامس عشر. وأشهر هذه الأعمال هي ملحمة السيد، حيث تعود أقدم مخطوطة لها لعام 1207، ولا ثلستينا، والتي تعود إلى عام 1499، وهي واحدة من الأعمال التي ظهرت في المرحلة الانتقالية قبل عصر النهضة. 
بحسب ما يظهر في شروحات اللغة الإسبانية القديمة لتفسير وتوضيح مصطلحات لاتينية، فإنه وبدءً من نهاية القرن العاشر بدأت اللاتينية المحكية تبتعد عن أصولها لتحل محلها اللغات الرومانسية الأخرى في شبه الجزيرة الإيبيرية. وتجدر الإشارة إلى أن الأدب الإسباني الشفوي قد وُجد قبل ظهور النصوص الإسبانية المكتوبة. وما يثبت ذلك أن مؤلفين مختلفين من منتصف القرن الحادي عشر وأواخره قد تمكنوا من تضمين أبيات شعرية غنائية بلغات رومانسية في أواخر قصائدهم العربية أو العبرية معروفة باسم الخرجة.

## الأجناس الخيالية
المؤلفات الأدبية في اللغة الإسبانية، وبصفة عامة في اللغات الرومانسية، كانت في بداياتها شعراً، وذلك لسببين، أولاً، طبيعة الأدب الشفوي الشعبي، الذي يتضمن إنشاد مكرر يرافقة موسيقى؛ ثانياً، أن الكتابة النثرية بالإسبانية الرومانسية تتطلب استعمال هذه اللغة بشكل تقليدي ومتداول كلغة الثقافة، وبما أن اللغة اللاتينية كانت لغة المثقفين في العصور الوسطى، فإن استعمال الإسبانية الرومانسية لم يكن ممكناً حتى القرن الثالث عشر عندما قرر ألفونسو العاشر الحكيم جعل اللغة الإسبانية لغة متداولة ومعتمدة في تدوين شؤون المملكة الإدارية، وقرر كتابة الأعمال التاريخية والأعمال الأخرى بها. 
وأول الأجناس التي يجب النظر فيها هي الشعر الغنائي التقليدي والشعر الملحمي (أناشيد المديح والنظم بتفعيلة الرومانس) والتي جرى جمعها في القرن الثالث عشر لتكون شاهداً على الأدب الشفوي الذي سبق تلك المرحلة. كلا الجنسين الأدبيين يشكلان ما يسمى أدب الحكواتي، وهو أدب إنشادي، وعرف في المسارح الإسبانية القديمة. ويبدو أن هذا المسرح يعود إلى القرن الحادي عشر حيث قدمت في مواضيع دينية، وهو ما نراه في أول نص مسرحي إسباني الملوك السحرة. لهذه المسرحية نسخة يتيمة من القرن الثاني عشر والقرن الثالث عشر، وبالنسبة للغتها، فقد تعود لمنتصف القرن الثاني عشر. وحتى ظهور مسرحية لا ثلستينا وردت إشارات غير مباشرة للمسرح الإسباني القديم ونجد ذلك في مراجع وأعمال أخرى.
داخل الأجناس الأدبية المكتوبة، وفي المرحلة التي كانت اللغة الجاليكية-البرتغالية تعتبر لغة الثقافة والشعر الغنائي المهذب خلال العصور الوسطى، لم يبدأ الشعر الغنائي المهذب بالنمو حتى منتصف القرن الرابع عشر، وبروز الاسم الأكثر شهرة وارتباطاً به في القرن الخامس عشر وهو خورخي مانريكي.
وبالنسبة للنثر تعود أولى النماذج في الإسبانية الرومانسية وفي اللهجات الأخرى المرتبطة بها لأواخر القرن الثاني عشر في عهد فرناندو الثالث (1217-1252)؛ وهي وثائق تاريخية ونصوص قانونية موجزة. بيدراسا خيمينس ورودريجز كاسيرس (2006، ص 31). ومع ذلك، وخلال القرن الثاني عشر، في مرحلة أسقفية رايموندو، فإن عملية الترجمة لأعمال مختلفة من مختلف الأجناس (الرياضيات، الفلك، الطب، الفلسفة...) إلى اللاتينية، قد فتحت المجال أولاً لترجمتها شفوياً إلى الإسبانية الرومانسية، حيث يتم ترجمتها من اللغة الأصلية إلى الإسبانية الرومانسية ومن ثم إلى اللاتينية، وبهذه العملية فإن اللغة الرومانسية كانت لغة تعبير عن أفكار مجردة أو حسابات متقدمة.
والإنجاز الأكبر في جعل اللغة الإسبانية الرومانسية لغة مكتوبة على كافة المستويات كان في القرن الثالث عشر. وسمح هذا بظهور المؤلفات الكنسية، وهو شعر ديني، مثل: معجزات السيدة العذراء، لكاتبها جونثالو دي بيرثيو، وكتاب الحب الفاضل لخوان رويث، وظهور المؤلفات المقالية، وهي أول أعمال أدبية سردية نثرية، مثل: القصص والتي كانت في البداية عبارة عن ترجمات أو اقتباسات انجزتها جهود الترجمة في مرحلة ألفونسو العاشر، وتحولت في القرن الرابع عشر إلى أعمال أصيلة ذات أصول شعبية في شكل قصص مغامرات خيالية تشبه الرواية مثل كتاب الفارس ظافر وكتاب الكونت لوكانور لدون خوان مانويل وكلاهما قدما في شكل مجموعة قصصية.

## الأجناس الأدبية اللاخيالية
مع دخول القرن الثالث عشر كانت لغات العلم المتعارف عليها هي اللاتينية والعربية والعبرية، وكتب بها كل ما له صله بالدين والتاريخ والعلوم. وأصبحت الإسبانية لغة الكتابة الأدبية خلال فترة حكم ملك إسبانيا فرناندو الثالث (1217-1252).
وكما ذكر أعلاه، فإن أصل الأدب الإسباني كان شعراً لا نثراً لأن وسيلة تعليم اللغة كان يستند على النصوص الأدبية الكلاسيكية الشعرية. ومع توطيد الإنتاج الشعري وتطوير الإمكانات التعبيرية (من خلال المؤلفات الكنسية) تم تحويل المواضيع الشعرية المكتوبة إلى نثر نتيجة لنضج النظام السياسي والاجتماعي الذي وجد أن النثر، وهو أكثر صعوبة من الشعر، لديه القدرة على ربط مختلف الوحدات المنطقية والجدلية للفكر الإنساني.
وهكذا فإن محتوى الأعمال النثرية الأولى المكتوبة في الإسباني هي أساساً من النوع التاريخي وظهرت خلال القرن الثاني عشر. ومنها التاريخ العام لدستور نافارا حتى ما يقارب 1186 (las Crónicas (h. 1186) del Fuero general de Navarra)، وهي قصص قصيرة على شكل حوليات. ومنها أخبار طليطلة الأولى (Anales toledanos primeros) وهي مليئة باللغة المستعربة. وكتاب الأحكام العامة 1196- 1209 (el Liber regum)، كتب في الأصل باللغة النفارية-الأراغونية ثم ترجم إلى الإسبانية في بداية القرن الثالث عشر. بالإضافة إلى حالات خاصة للعديد من العقود والشهادات، وظهر أثناء نقلها للإسبانية صعوبة في فهم اللاتينية المكتوبة فلجأوا إلى نشر شروحات بدءاً من القرن العاشر. وعليه لجأت الدولة منذ نهاية القرن الثاني عشر ولأسباب سياسية إلى توثيق القوانين كتابياً بلغة تفهمها الأغلبية وهي اللغة الإسبانية. ومعها تطور استعمال محسنات لغوية خاصة في النصوص القانونية. وبالإضافة إلى ذلك، فإن الترجمات التي قدمتها مدرسة طليطلة للمترجمين ساهمت في تطوير النثر في اللغة الإسبانية، وهي ترجمات بدأها الأسقف رايموندو أفادت كثيراً في التدرب على تطبيق قواعد اللغويات الإسبانية الرومانسية.
ومع ذلك، فإن الشخصية البارزة في التحول الثقافي في إسبانيا في هذا العصر هو ألفونسو العاشر «الذي حفز وهذّب العلوم والآداب ويظهر اسمه على رأس الأطروحات العلمية والأعمال القانونية والمصنفات التاريخية والكتابات الشعرية والغنائية والسردية وكتب العشق والسخرية والقصائد الدينية». ألفار، ماينير ونافارو (2005، صفحة 102)
وحذا حذوه في وقت لاحق ابنه سانشو الرابع، وقد ساهما كملوك قشتالة وليون في تطوير عدد كبير من المؤلفات الأدبية المقالية.

### التأريخ
أعظم إنجاز قدم في عهد ألفونسو العاشر كان التأريخ، مثل كتاب تاريخ إسبانيا والتاريخ العام.

### أعمال أخرى ومؤلفين مرتبطين بالتاريخ
- بواطن ما وراء البحار (La Fazienda de Ultramar): كتاب من الربع الأول في القرن الثالث عشر ويتحدث عن الطرق الجغرافية والتاريخية لزيارة الحجاج الأراضي المقدسة.
- الفتح العظيم لبلاد ما وراء البحار (La Gran conquista de Ultramar) قصة تحتوي على وقائع خيالية حول الإستيلاء على القدس خلال الحملة الصليبية الأولى ويعود أول تاريخ لكتابتها ما بين 1219 إلى 1295.
- الناصر أو تاريخ بيرو نينيو (El Victorial o Crónica de Pero Niño): كتب بواسطة الفارس غوتيرري دييز دي غاميس، وتروي مآثر هذه الشخصية التي تتولى تاريخها الخاص.
- السفارة إلى تيمورلنك (La Embajada a Tamorlán): وهو كتاب رحلات كتبه عام 1406 روي غونساليس دي كلافيخو، ويتضمن رحلته إلى جانب الراهب الدومينيكاني ألفونسو بايس دي سانتاماريا في مهمته كسفير إلى سمرقند ومقابلة الملك تيمورلنك.
- فيرنان بيريز دي غوزمان (1378-1460): وهو ابن أخ بيرو لوبيز دي أيالا قائد باتريس، هو أول مؤلف في التراجم الإسباني، وأهم كتابه أجيال وتشابهات (Generaciones y semblanzas) عام 1450، وتتناول سير ذاتيه لشخصيات لامعة ومعاصرة في ذلك الوقت.
- إيرناندو دي البولغار (1492-1430): مؤرخ إنريكي الرابع والملوك الكاثوليك. كتب كتاباً آخر في التراجم عنونه رجال بارزون من قشتالة (Claros varones de Castilla) تقليداً لكتاب أجيال وتشابهات.

لمع نجم إنريكي دي فيينا (1384-1434) في مجال التأريخ في القرن الخامس عشر، ومؤلفه الأكثر أهمية هو الأعمال الإثني عشر لهرقل (Las doce trabajos de Hércules) عام 1417، وكان قد كتب سابقا باللغة الكتالانية. وهو عمل معقد ينطلق من الأساطير الكلاسيكية ويعالج وجهة نظر تأويلية للمجتمع في ذلك الوقت. وأحدث هذا الكتاب تجديداً في النثر الإسباني بسبب بلاغته واستعادة بنية الجملة المقلدة للجملة اللاتينية.

### مؤلفات دينية
أعمال القرون الوسطى ذات المحتوى الديني هي في الأساس من القرن الثالث عشر ولا سيما تلك الناشئة عن ترجمة اللغات الرومانسية للإنجيل والتأليف في الأدب العقائدي أو تعاليم المسيحية.

### مؤلفات تعليمية
وهي أعمال تهدف إلى تقديم المعرفة عبر الوعظ والعبرة، وتظهر فيما يسمى أدب الحكمة الذي تطور على امتداد القرن الثالث عشر من أمثال أصلية أو مأخوذة عن أمثال عربية. وتدرج أيضاً تحت هذا الجنس المواعظ وكتبها رجال دين، وكان لهذه المواعظ تأثيراً كبيراً. ونجد نوعين من المواعظ: المثقفة باللاتينية والشعبية باللغة الإسبانية الرومانسية. والشعبية جاءت تلبية لحاجة جمهور خليط بين العلمانيين والمتعلمين، فكثر فيها استخدام فكثر فيها استخدام محسنات بديعية مثل (exempla) وهي قصص توضيحيه مصدرها الإنجيل أو قصص حقيقية أو خياليه تنتهي بعبرة. وبالإضافة إلى استخدام (sententiae) وهي مقولات مشاهير ذكروا في علم الخطابة والمسيحية الأولى. 
في منتصف القرن الثالث عشر ترجم من اللغة العربية نصوص ذات طابع تعليمي وعظي، منها كتاب الأمثال الجيدة (Libro de los buenos proverbios)، مقولات من ذهب (Bocados de oro)، كتاب المائة فصل (El libro de los cien capitulos) وكتاب أزهار الفلسفة ([Flores de filosofia).
في القرن الرابع عشر تم تأليف عمل فريد وهو الأمثال الأخلاقية (Proverbios morales) 1355-1360 لليهودي سانتوب دي كوريون. وهو مرتبط بالتعاليم اليهودية. كرست الأمثال لبيدرو الأول ملك قشتاله، وكتبت بالرباعيات سباعيه المقاطع أو بمنشورات الإسكندرية «بيت سداسي التفعيل» مع قافيه داخلية محتواها يعبر عن نسبيه أخلاقيه متشائمة جداً مقارنةً الفكر السائد في الحياة اليومية. كما تداولوا في العصور الوسطى أعمالاً تهدف إلى تعليم الأمراء والأطفال، ويرجع هذا التقليد إلى أعمال مترجمه من العربية مثل كليلة ودمنة (Calila e Dimna)، بارلام يهوشافاط (Barlaam y Josafat)، والسندباد (Sendebar). وعلى الرغم من أن هذه المؤلفات أصبحت تقرأ مؤخراً كمجموعة من القصص القصيرة إلا أنها كانت تعرف بالأصل كنصوص تعليمية للأمراء. ويندرج تحت النثر العقائدي أيضاً معالجة ألفونسو مارتينيز دي توليدو (1468-1398)، وهو قسيس يوحنا الثالث وإنريكي الرابع، وعنوانها أسقف تالافيرا (El Arcipreste de Talavera) أو الكورباتشو (El corbacho).

### مؤلفات قانونية وتشريعية
الممارسة النصية المرتبطة بالحقوق لها عيناتها الأولية بالقشتاليه داخل الدساتير ورسائل إلى الشعب؛ وهي وثائق ذات نطاق محدد في قشتالة وليون وسعين إلى جمع الامتيازات في كل منطقه، وإلى سن تشريعات حول إعادة إعمار الأراضي الحدودية.
وساهم وصول فرناندو الثالث إلى سدة الحكم إلى البحث عن قانون موحد، خطوته الأولى كانت ترجمة (libre iudicum) وتأسيس الميثاق القضائي (fuero juzgo) كعمل مرجعي قانوني للأراضي المستعمرة الخاضعة لحكمه. أما الخطوة الثانية فقامت على البدء في إنشاء هيئة قانونية جديدة «السيتيناريو». ولم ينه السيتيناريو فقط بل واستند عليه في تأليف الفقرات السبع، وهو عمل يعكس اهتمامه في فرض سلطته على الأراضي الخاضعة له.

### مؤلفات علمية
كان مفهوم العلم واسعاً في العصور الوسطى، وشمل علم الفلك والتنجيم وأطروحات حول خصائص الحجارة «علم صقل الحجارة الكريمة»، والنباتات والسحر. وأتاح اهتمام ألفونسو العاشر بالفلك الفرصة له للتواصل مع الباحثين اليهود والعرب للترجمة من اللاتينية أو تأليف كتب باللغة الإسبانية الرومانسية. ومن خلالها قدم شروحات لنصوص مثل كتاب علم التنجيم (El Libro del Saber de Astrologia) وهو مجموعة من الأطروحات حول مواضيع فلكية، وكتاب (Libro Complido en los Judizios de las Estrellas) وهو اقتباس لمعالجة علي بن راحل أو كتاب (Libro de la Ochava Esfera). كما ألفت أطروحات حول أدوات القياس والجداول الفلكية، وكان هدفه اكتشاف المستقبل في (التنجيم القضائي)، ولهذا نظر في النجوم واستشارها لصنع قراراته مما قاد رجال الدين والحاشية للتشكيك فيه. واقترب بالمواضيع المتعلقة بالسحر في كتابه عن الأشكال والصور (Libro de las formas et de las imagenes) المستند جزئيا للكتاب العربي (Picatrix) أو غاية الحكيم.

## النثر الخيالي
بدأ النثر في الإسبانيّة مع الأجناس التعليميّة أو الوعظية. وظهر النثر الخيالي في الإسبانيّة في منتصف القرن الثالث عشر، على الرّغم من أنّه كان يؤخد من في غالب الحالات من نّماذج شرقية مثل مخطوطة «كليلة ودمنة». وتكوَن النّثر الإسباني من قصص أو قصص خيالية وعظية مثل (كليلة ودمنة)، وهي أوّل مجموعة قصصيّة كتبت بالعامية، مبنيّة على مجموعة قصص هنديّة حول خرافات حيوانيّة. أو من كتب أشرقية أخرى مثل كتاب السندباد (وعنوانه الأصلي: خدع النساء).
بعد حقبة الملك ألفونسو العاشر، ازدهر النّثر بفضل التأريخ، وبدأ يظهر كأداة لتأليف الرّوايات. لذلك فالأعمال الروائيّة في العصور الوسطى ما هي إلا أعمال انقلبت عن التأريخ، وما مواضيعها إلا مواضيع تاريخية أخذت عن الحضارات القديمة كتبت بلغة روائية، «الرّواية في العصور الوسطى، جاءت من مواضيع تاريخية (أو شبه تاريخية)، وكل القصص هي أحداث تاريخيّة وقعت بالحقيقة». ألفر، ماينر ونافاررو، 2005، ص 206.
بالبداية كانت الشخصيّات في الأعمال الأدبيّة تتمتّع بكرامة ودّم ملكي أو ما شابه، ثمّ انفتحت الشخصيات تدريجياً لتستعرض طبقات اجتماعيّة أخرى، لكنها بقيت تفضّل اؤلئك الذين يملكون الميزات الجذّابة. لذا، كانت الرواية البطولية النوع الأكثر انتشاراً في العصور الوسطى.
من مجموعة الرّوايات ذات المحتوى التّاريخي، تبرز «الفتح العظيم لبلاد لما وراء البحار» الّتي تتحدّث عن الحروب الصليبية في القرن الحادي عشر، وفيها تظهر القصّة الشهيرة «فارس الإوزة».
افتُتح القرن الرابع عشر مع كتاب «الفارس زيفر»، أوّل كتاب يتحدّث عن الفروسية الإسبانيّة. تبدأ القصة في زمن سانشو الرابع وتستمر خلال القرن الرابع عشر. وتحاكي قصة القديس أوستاكيو. تتكون من مقدمتين وأربعة أجزاء. أول جزئين هما «فارس الرب» و«وملك منتون»، تروي تشتت العائلة والتقاءها. الجزي الثالث «عقوبات ملك منتون» يتحدث عن نصائح ملك منتون، وهو الفارس زيفر نفسه، لأبنائه غارفين وروبوءان. والجزء الرابع يروي قصة الأمير روبوءان منذ أن تركه الإمبراطورية حتى عودتع ليستلم الحكم فيها.
أسفر عن تزايد مشاهد الحب في روايات الفروسية ظهور الخيال العاطفي وذلك بين أواسط القرن الخامس عشر وعام 1548. وحتى لو أخذنا حكايات الفروسية كخلفيّة لوجدنا أنّ الجو العام هو ذاته في الشّعر القصائدي الذي يعكس حياة القصور. غالباً ما تكون الحبكة مزدوجة، وتتمحور حول انفصال العاشقين، ويغلب على الأسلوب الروائي توظيف سرد السيرة الذاتية، والحوار المباشر بين الشخصيات من خلال الرسائل، التدخلات.. الخ. كل هذه المعالم نجدها في رواية خوان رودريغز ديل بردون «خادم حر للحب»، والرواية الأشهر «سجن الحب» (حوالي 1488) لمؤلفها دييغو دى سان بيدرو.
ولد خوان رودريغز ديل بردون في غاليسيا أواخر القرن الرابع عشر وسافر عبر أوروبا قبل أن يتحول لراهب فرانسيسكان عام 1442 في القدس، كان عمله الأدبي الأوّل والأكثر أهميّة «خادم حر للحب» (1439). وتأتي أهميته العظمى في كونه فاتحة الجنس الأدبي الجديد (الخيال العاطفي) وذلك مع نهاية القرن. ويروي بأسلوب لّاتيني، كيف تهين العشيقة عشيقها لإقناع صديق مزيّف بمشاعرها. ثم يظهر «التّفاهم» كشخصية خيالية، فيقنع البطلة بالانتحار، ويتداخل في الرواية حكاية عاشقين- اردانليار ولييزة وتنتهي بموت الاثنين. وفي جزئه الثالث يظهر الكاتب وحيداً يائساً من الحب حيث تجده سفينة غريبة فتنقذه.
وصل الخيال العاطفي أوج نجاحه مع «ديجو دي سان بيدرو» وعمله «سجن الحب»، ويظهر الكاتب كبطل في الرواية، يلتقي بابن مركيز يدعى لوريانو، كان قد حكم عليه بالسجن فينقل إلى سجن الحب يقوده وحش اسمه «رغبة». يتبع الكاتب البطل حتى السجن، فيسرّ له هذا الأخير حبه للأميرة لوريولا ابنة أحد ملوك مقدونيا. يصل الكاتب إلى الأميرة ويلين قلبها تجاه البطل فتقبل بكتابة رسالة له. وبمساعدة عدد من الشخصيات الخيالية مثل: الأمل، الرضى، الهدوء، السعادة... يحرر الكاتب البطل من سجنه. فيتوجه هذا إلى مقدونيا ليرى محبوبته، التي تلقاه بسعادة. وتتدخل شخصية جديدة في القصة تدعى بيرسيو، الملعون، فينشر شائعات تقول بسوء سمعة الأميرة، فيواجهه البطل بنزال ينتصر فيه. غير أن ذلك لا يضع حلاً نهائياً لأن ملك مقدونيا ووالد الأميرة يستمع إلى أقوال شهود ويصدقهم ثم يحكم على ابنته بالموت. يتدخل البطل مع أتباعه فيقتحمون سجن الأميرة مواجهين جيشاً كاملاً، فيحرروا الأميرة. تحاول الأميرة الدفاع عن سمعتها وإبعاد الشكوك عنها فتعلن رفضها القاطع للبطل، وتنتهي الرواية بتمزيق البطل رسالة الأميرة ووضعها في كأس فيه سم ثم يتجرعه ليموت أمام والدته المكلومة.
يعود الفضل لمستشار مقاطعة قشتالة بيدرو لوبيز دي أيالا (1332-1407)، في كتابة «تاريخ الملك بيدرو»، وهو كتاب يكمل الأعمال التأريخية حول إنريكي الثاني وخوان الأول وإنريكي الثالث. وهي أعمال نّثرية تقدّم شخصيّات ووقائع عاشها هو وتقدم وجهات نظر وتبريرات لمواقفه الخاصة.

### دون خوان مانويل
دون خوان مانويل (1282- 1348)، هو ابن شقيق الملك ألفونسو العاشر، وهو كاتب نثري لأكثر من شخصيّة في القرن الرّابع عشر. ألّف أوّل كتاب له بين 1320 و1324 وعنوانه «مختصر التاريخ»، وهو ملخّص عن أحد أعمال الملك ألفونسو العاشر. وألف كتاب «الدول» بين 1327 و1332، وكتبه ليبث فيه همومه وقلقه، حيث كشف من خلاله عن الحقيقة السياسيّة والمجتمعيّة في وقته.
عمله الأدبي الأكثر شهرة هو كتاب «الكونت لوكانور» الذي جمعه عام 1335. يتكون من مقدّمتين وخمسة أجزاء، الأول هو الأكثر شهرة بسبب القصص والعبر الواحدة والخمسين التي ترويها والتي استلهمها من مصادر عدّة مثل: العربيّة واللاتينية أو من التّاريخ القشتالي.
كل القصص في الجزء الأوّل ذات بنية كتابيّة موحدة: مقدمة، حيث يعرض الكونت لوكانور مشكلة طالباً النصح من مستشاره بترونيو. فالجوهر: بترونيو يقص قصة تشبه في محورها المشكلة المثارة. تطبيق العبرة: بترونيو ينصح بطريقة ملائمة لحل المشكلة من خلال ربطها مع قصته. رسالة توجيهية: تنتهي ببيتي شعر يلخّص فيهما الكاتب الرسالة الموجودة في النثر.

### لا ثليستينا
لا ثلستينا (دراما) أو القوادة هو العنوان المعروف لالملهاة المأساوية لكاليستو وميليبيا، ونشرت في نسختين مختلفتين: واحدة عام 1499، وتتألّف من 16 عملا، والأخرى عام 1508، وتتألّف من 21 عملا. ينتمي هذا النّوع الأدبي إلى الكوميديا الإنسانيّة المستوحاة من الكوميديا اللاتينيّة، والّتي كان يتوقع أن تُقرأ لا أن تُعرض.
المؤلّف هو «فيرناندو دي روخاس»، الّذي ولد في لا بويبلا دي مونتالبان (طليطلة) حوالي عام 1475، ودرس القانون في سالامنكا، ثم أصبح رئيس بلديّة تالافيرا دي لا رينا. توفي عام 1541.
يتحدّث العمل عن كاليستو، شاب نبيل، يذهب إلى الحديقة لاستعادة صقره المفقود، فيلتقي بميليبيا، فتاة يقع كاليستو في حبّها وفي ذات الوقت يلقى في البداية رفضاً من جانبها. ولكن بعد فوات الأوان فلقد أصبح متيمًا بها. ويلجأ كاليستو، بناءً على نصيحة خادمه سمبرونيو، إلى العاهرة القديمة ثلستينا والتي أصبحت الآن قوادة. وتعمل حالياً كبائعة متجولة مما يُمكنها من دخول المنازل. وبهذه الطريقة كانت تعمل كخاطبة وكانت تتمكن من تدبير المواعيد الغرامية. كما كانت تدير بيتًا للدعارة، ويعمل لديها اثنتان من تلاميذاتها العاهرات وهم أريوسا وإليسيا. وحاول الخادم الآخر لكاليستو، بارمنو والتي كانت أمه معلمة ثيلستينا، ردعه ولكن يهينه سيده الذي كان يهتم فقط بإشباع رغباته. يتحد بارمنو مع سمبرونيو وثلستينا لاستغلال عشق كاليستو لمليبيا ويقومون بتوزيع الهدايا والمكافأت التي يعطيها لهم. وتتحكم ثلستينا ببارمنو، مُستغله مهاراتها الجدلية ووعدها له بالحصول على واحدة من تلميذاتها والتقرب منها. وبالمثل كانت تستخدم هذه المهارات إلى جانب تعويذة موجهه للإله بلوتو وتجعل مليبيا تقع في حب كاليستو. وتقديرًا لجهودها، يهديها كاليستو قلادة من الذهب، ولكن تصبح القلادة مجالًا للخلاف، فلقد دفعها جشعها إلى أن ترفض تقاسمها مع خادمي كاليستو الذين انتهى بهما المطاف إلى قتلها، فاُلقي القبض عليهم وتم إعدامهم. فيما تتآمر كلًا من إليثيا وأريوسا، واللتان فقدتا ثلستينا وعشيقيهما، لجعل الثرثار ثينتوريو يقتل كاليستو، إلا أنه فقط يثير ضجة ولا يتمم الأمر. وبينما كاليستو ومليبيا مستغرقان في حبهما، يسمعان ضجة في الشارع فيعتقد كاليستو أن خدمه في خطر، فيحاول القفز من فوق سور منزل حبيبته ولكنه ينزلق ويلقى مصرعه. وتتبعه اليائسة مليبيا منتحرة بعد أن ترمي نفسها من فوق البرج. وينتهي العمل ببكاء بلبريو والد مليبيا رثائًا على وفاة ابنتها.
الميّزة الأكثر لفتاَ في هذا العمل هي واقعيته، حيث يتم تصوير البيئة البرجوازية وأزمة البطولة المثالية والدينيّة مقابل الأهميّة التي اكتسبتها الأموال. وكما قال فرناندو دي روخاس في مقدّمتي العمل، بأن الموضوع الأساسي يتمحور حول فساد الخدم والإغراء والشرور النّاجمة عن تدنيس الحب؛ علاوة على ذلك، يكمن موضوع العمل في أن مفهوم الحياة ما هو إلا صراع على طريقة هيراكليتس: «تثار جميع الأشياء بواسطة صراع أو معركة». وبالتالي فإنه يواجه دائماً صراعات بين الطّبقات الاجتماعيّة من الأسياد والعبيد، وبين الجنسين وحتى على مستوى الّلغة نفسها الّتي تعتبر غنيّة بسّمات شعبيّة (الصراخ، والكلمات الموروثة، والأمثال، والعبارات القصيرة، والأسماء المستعارة)، أو غنيّة بملامح أدب الدماثة وأدب البلاط (كالمصطلحات اللّاتينيّة، والطّائفيّة، والأحكام والأقوال المأثورة، والتغيير النّحوي في ترتيب الكلمات في الجملة).
توصف الشّخصيات في العمل بدقة. حيث آثر المؤلّف تقديم الشّخصيّات في أزواج لبناء سيكولوجيا متناقضة لكل شخصيّة: الخدم بارمينو (شاب، مثالي) وسيمبرونيو (كبير في السّن، ساخر). تريستان وسوسيا، خادمين يحلان محلهما. إليسيا وأريوسا، إحداهما أكثر استقلاليّة من الأخرى؛ النخبة الطبقية كاليستو وميليبيا، بليبيريو وأليسا. القوادة الّتي تمثّل الإساءة لفكرة المتعة الجنسيّة، لوكريسيا، خادمة ميليبيا الّتي تجسّد القمع والاستياء، وهما الشخصيّتان الوحيدتان اللّتان تبدوان إلى درجة ما معزولتان بلا نقيض.
أما ميليبيا فهي امرأة قويّة قادرة على أخذ قراراتها بنفسها، متعجرفة، عاطفيّة، بارعة في الارتجال وصاحبة شخصيّة قويّة. وتظهر شخصيّة كاليستو الضعيفة في عدم قدرته على تذكّر التزاماته، وتفكيره فقط في نفسه وفي اهتماماته الجنسية بميليبيا. تظهر القوادة كشخصيّة حيويّة في العمل الأدبي، مدفوعة دائماً بالجشع. أمّا بالنسبة للخدم فهم لا يبدون أي ولاء لسيّدهم ويسعون وراء منفعتهم الشخصية. يظهر هذا الموقف واضحاً من خلال تصرّفات سيمبرونيو في البداية، ومن ثمّ عندما لم يأخذ كاليستو بعين الاعتبار تحذيرات بارمينو له من القوادة، فتعمل القوّادة على إفساده بمساعدة أحد تلاميذ كاليستو.
تظهر اللّغة في العمل كلغة واقعيّة، بالتّالي فإنّ اللّغة المستخدمة هي لغة دينيّة (مليئة بالصّور الفنيّة والأدبيّة خاصّةً النقيض، المتضاعفات، المثقفة، الخ..). وتستخدم اللّغة المبتذلة (الكلمات الفاحشة، الألفاظ النّابية، التّهديدات، الأمثال.. الخ). وتستخدم كل شخصيّة في العمل الأدبي لغة تتناسب مع مستواها الشّخصي، فتستخدم القوادة، مثلاً، لّغة تتناسب والشّخص الّذي تحادثه.

## المسرح في العصور الوسطى
الشواهد على المسرح القشتالي في العصور الوسطى قليلة ومربكة، تثير الشّك في حقيقة وجوده في أواخر حتى القرن الخامس عشر. ويمكن اعتبار وجود مسرح قشتالي في النّصف الثاني من القرن الثّاني عشر، وذلك في العمل الأدبي مسرحية الملوك المجوس المأخوذة عن كاتدرائية طليطلة. وتشير اللّغة المستخدمة في العمل إلى إمكانيّة ارتباط مصدرها باللّغة الفرنسيّة.
هناك احتماليّة أن تكون النّصوص المسرحيّة المفقودة في شبه الجزيرة هي أكثر النصوص الأدبيّة الضائعة. فبعض القوانين التّابعة لألفونسو العاشر وبعض سجلات الدواوين الكنسيّة تشير بصور غير دقيقة إلى مظاهر دراميّة، ويقوم بتأديتها مجموعة من الحكواتية المتجولين.
حتّى أواخر القرن الخامس عشر، لم ينشر خوان دل انسينا (1429-1569) أعماله المسرحية، ويُعتبر دل انسينا أبا المسرح القشتالي. وتختلف تركيبة أعماله حسب تطور لغته واكتسابه مزيداً من البراعة والإتقان في هذا النّوع من الأعمال الأدبيّة. وكانت لرحلته إلى روما عام 1499 فضلاً في ذلك. يُعد عمله الأدبي الأخير رثاء لبلاسيدا وفيتوراني (نسبة لمدينة فيتوريا) أكثر أعماله الأدبيّة طموحاً.
حتّى الآن لم يتم تحديد تاريخ كتابة العمل الأدبي الخاص بلوكاس فيرنانديز- من مدينة سالامنكا- (1474-1542) الّذي يُعد شريك خوان دل انسينا ومنافسه وأحد معجبيه، ومن المتوقع أنها أنجزت حوالي عام 1500. تمّ طباعة مهازل ورثائيات لوكاس فيرنانديز عام 1514 في سالامنكا. وطريقة معالجة لوكاس فيرنانديز قريبة من خوان دل انسينا، ولكنّه تفوق عليه من حيث طول الشّخصيّات وعددها.
هناك احتماليّة بأنّه تمّ فقدان العديد من المسرحيات من القرن الخامس عشر. إحدى مخطوطات النّصف الثّاني من القرن السّادس عشر، تدعى مخطوطة المسرحيات القديمة تحتفظ بالعديد من الأعمال التي قدمت في أنحاء مختلفة من شبه الجزيرة الإيبيرية والّتي من الممكن أن تكون إعادة إنشاء لنصوص من القرون الوسطى.